# Wright, Thomsen & Kier
A/S Wright, Thomsen & Kier var et dansk entreprenør- og ingeniørfirma med hovedsæde i Aarhus (Lundingsgade 33) og filialer i Aalborg og København (Trondhjems Plads 3).

## Historie
1918 etablerede cand.polyt. T.K. Thomsen sammen med cand.polyt. Harry K. Wright ingeniør- og entreprenørfirmaet Wright & Thomsen, i hvilket entreprenør L.C. Larsen 1919 blev optaget som kompagnon. 1923 dannede Thomsen sammen med Wright og cand.polyt. O.F.R. Kier firmaet Wright, Thomsen & Kier, der fik store arbejder i og uden for Danmark. Da firmaet 1944 blev omdannet til aktieselskab, blev Wright direktør i dette; en post han beklædte til 1971, ligesom han lige til sin død 1972 var medlem af dets bestyrelse.
I udlandet arbejdede firmaet under navnet A/S Wetek, og fra 1930 i Finland. 1928 deltog virksomheden i konstruktionen af de af Kampmann, Kierulff & Saxild ledede jernbaneanlæg i Lilleasien, og fra 1936 virkede det sammen med ingeniør Knud Højgaard som vejbygningsfirma under navnet Contractor i Polen.

### 2. verdenskrig
Virksomhedens ry blev stærkt plettet af den kendsgerning, at Wright, Thomsen & Kier under Besættelsen udførte arbejde for den tyske værnemagt. Allerede i april 1940 henvendte værnemagten sig med tilbud om opgaver, og i første omgang vægrede firmaet sig ved at påtage sig dem. I sidste ende takkede selskabets ledelse dog ja til opgaverne, som først bestod i anlæggelsen af startbaner i Aalborg Lufthavn til brug for tyskernes kampe i Norge og anlæg af Karup Lufthavn, der blev anvendt i kampen om England. Af bekymring over den moralske dimension i arbejdet for tyskere sikrede Wright, Thomsen & Kier sig regeringens skriftlige pålæg om at udføre arbejdet.
Fra 1940 og fremefter opsøgte firmaet aktivt den type opgaver, hvilket resulterede i opgaver med Atlantvoldens bunkers på Vestkysten og Dueodde. Engagementet var ikke foranlediget af ydre politisk pres; tværtimod gjorde firmaet meget for at omgå de danske priskontrolbestemmelser. Efter ophøret af samarbejdspolitikken i august 1943 neddroslede Wright, Thomsen & Kier sin samarbejdsvilje over for værnemagten.
Under retsopgøret efter besættelsen blev firmaets handlinger undersøgt af rigsadvokat Frits Pihl assisteret af Carl Madsen. Sagen blev opgivet fordi rigsadvokaten vurderede, at sagen ikke ville kunne vindes i retten. Årsagen hertil var, at Wright, Thomsen & Kier havde sikret sig regeringens skriftlige ordre om at udføre arbejde for tyskerne.

### Efterkrigstiden
Firmaet fik til opgave at opføre et antal radiokædetårne for Post & Telegrafvæsenet, og heraf stod det første færdigt i 1953. Fra 1966 til 1969 udførte Wright, Thomsen & Kier dele af Holbækmotorvejen.
Ingeniør Peer Kornbeck blev ansat i firmaet 1938, avancerede til underdirektør 1963 og administrerende direktør 1971.
Landsretssagfører Niels Th. Kjølbye var medlem af bestyrelsen.
I 1985 blev selskabet overtaget af Højgaard & Schultz.